# Sân bay Lục Đảo
Sân bay Lục Đảo (tiếng Trung: 綠島機場) (IATA: GNI, ICAO: RCGI) là một sân bay ở Lục Đảo, huyện Đài Đông, Đài Loan. Sân bay này được xây năm 1972, và đã thuộc quản lý của Không quân Đài Loan. Sân bay được xây lại năm 1977, và hiện thuộc quản lý của Cục hàng không dân dụng Đài Loan. Dự án mở rộng đã được tiến hành năm 1995.

## Các hãng hàng không và tuyến bay
- Daily Air (Đài Đông)